# Soulier d'or belge 1978
Le Soulier d'or 1978 est un trophée individuel, récompensant le meilleur joueur du championnat de Belgique sur l'ensemble de l'année 1978. Ceci comprend donc à deux demi-saisons, la fin de la saison 1977-1978, de janvier à juin, et le début de la saison 1978-1979, de juillet à décembre.

## Lauréat
Il s'agit de la vingt-cinquième édition du trophée, remporté par le gardien du KSK Beveren Jean-Marie Pfaff. Il est le quatrième gardien de but primé, et le premier joueur du club à recevoir cette récompense.
La concurrence est assez rude cette année entre les joueurs de trois équipes : le FC Bruges, qui remporte un troisième titre consécutif et atteint la finale de la Coupe des clubs champions, Anderlecht, qui remporte pour la deuxième fois en trois ans la Coupe des Coupes, et le KSK Beveren, vainqueur de la Coupe de Belgique. C'est finalement le gardien waeslandien qui est choisi, devant le milieu brugeois René Vandereycken, qui exprime clairement son mécontentement au moment de la proclamation du résultat, et le capitaine anderlechtois Robert Rensenbrink, à nouveau troisième.

## Top-3
| Place | Joueur             | Nationalité | Club(s)        | Points |
| ----- | ------------------ | ----------- | -------------- | ------ |
| 1.    | Jean-Marie Pfaff   |             | KSK Beveren    | 252    |
| 2.    | René Vandereycken  |             | FC Bruges      | 222    |
| 3.    | Robert Rensenbrink |             | RSC Anderlecht | 165    |